# 크리스 에인절 (프로레슬링 선수)
크리스 에인절(Chris Angel, 1982년 12월 2일 ~ )은 푸에르토리코의 프로레슬링선수다. 키는 190cm 이고 몸무게는 111kg이다.
2010년에 그는 국제 레슬링 협회(International Wrestling Association)에 가입하여 데뷔 당시 IWA 국제 챔피언십에서 우승한 유일한 지역 레슬러가 되었으며 IWA 언디스퓨티드 세계 헤비급 챔피언십에서 무패로 처음으로 우승했다. 이 승리로 그는 주요 지역 프로모션(IWA, World Wrestling Council 또는 Enterteinment Wrestling Organization) 내에서 고정되지 않은 세계 헤비급 챔피언십에서 우승한 최초의 남자가 되었다. 그의 15개월 연속 연승 기록은 IWA 역사상 가장 긴 기록으로, 9개월에 그쳤던 '사이버 바이킹' 알 바론의 종전 기록을 넘어섰다.
공연 외에도 에인절은 푸에르토 리코의 주요 프로모션 중 하나에서 단 한 번의 공식 경기 만에 대중에 의해 "올해의 신인"으로 뽑힌 유일한 레슬링 선수이다. 2011년에 그는 IWA에서 단 13개의 개인 대회와 태그 팀 경기를 마친 후 프로레슬링 일러스트레이티드(Pro Wrestling Illustrated)의 500 랭킹 목록의 상위 절반에 포함되었다. 이듬해 그는 지역에서만 공연하는 레슬러 중 최고의 레슬러가 되었다.